# Xã Kickapoo, Quận Peoria, Illinois
Xã Kickapoo (tiếng Anh: Kickapoo Township) là một xã thuộc quận Peoria, tiểu bang Illinois, Hoa Kỳ. Năm 2010, dân số của xã này là 7.158 người.